# Česká Lípa hlavní nádraží
Česká Lípa hlavní nádraží je železniční stanice ležící v jihozápadní části města Česká Lípa. Hlavní budova zde byla postavena v roce 1892, nová nádražní budova byla dokončena v prosinci 2016. Do stanice jsou zaústěny železniční tratě z pěti směrů. Stanice je umístěna v zóně 2001 Integrovaného dopravního systému Libereckého kraje, její nadmořská výška je 250 m n. m. Z nádraží se odpojuje dnes již jako kusá kolej spojka do zrušeného nádraží Česká Lípa město.

## Historie

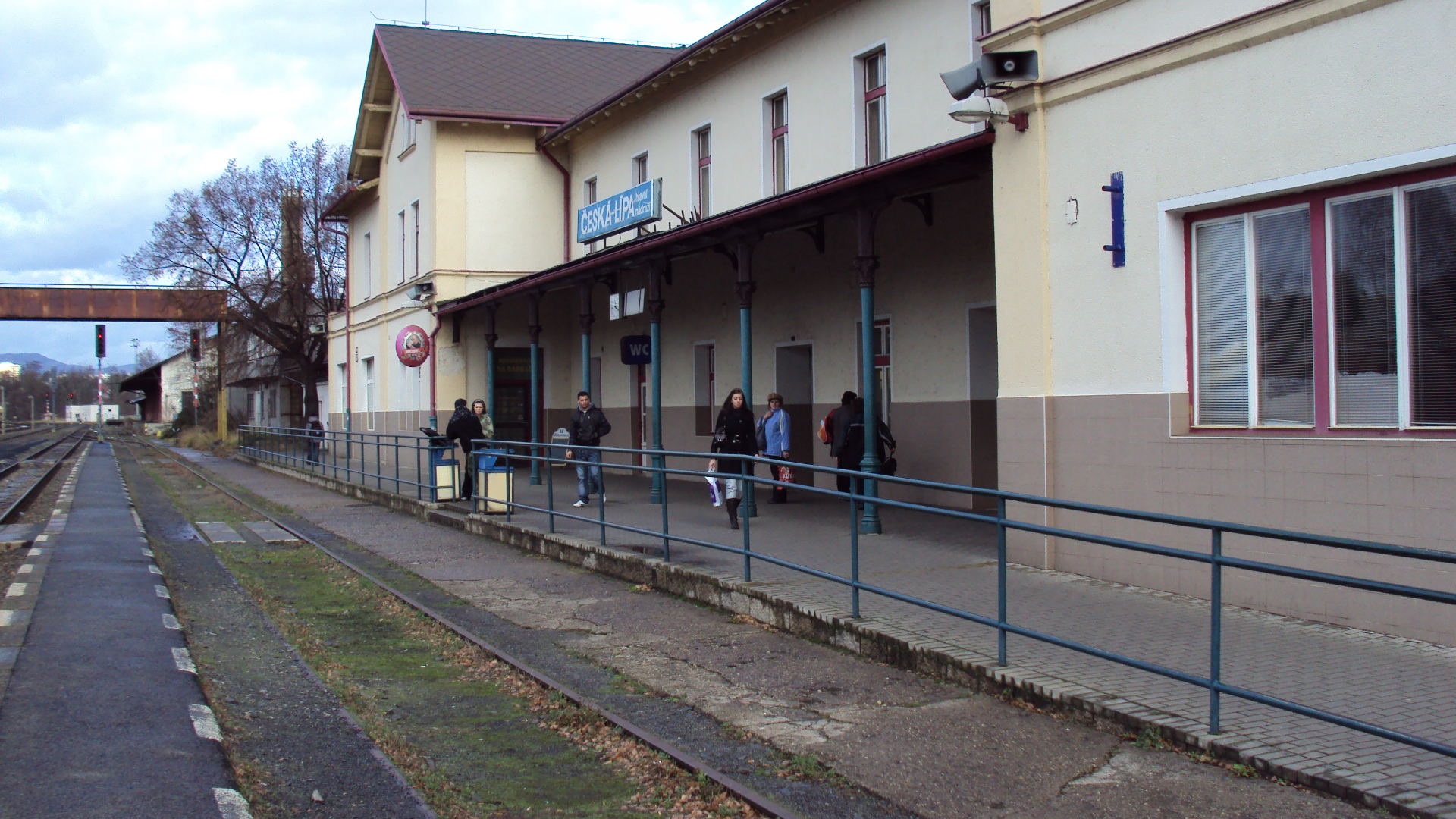
Původní výpravní budova hlavního nádraží (rok 2009)

Provoz na železniční trati z Bakova nad Jizerou do České Lípy byl zahájen 14. listopadu 1867, dopravu zde zajišťovala společnost Česká severní dráha (BNB). V roce 1908 došlo k zestátnění trati, po válce trať i s nádražím připadla Československým státním drahám. V roce 1869 byla odtud postavena trať směrem na Rumburk, roku 1872 trať směrem na Děčín
V roce 2005 byla část budovy značně opravována s nákladem 9 milionů Kč. Podle zápisu v katastru nemovitostí je historická budova českolipského hlavního nádraží v majetku českého státu, přičemž právo s ní hospodařit má Správa železnic.

## Plán přestavby

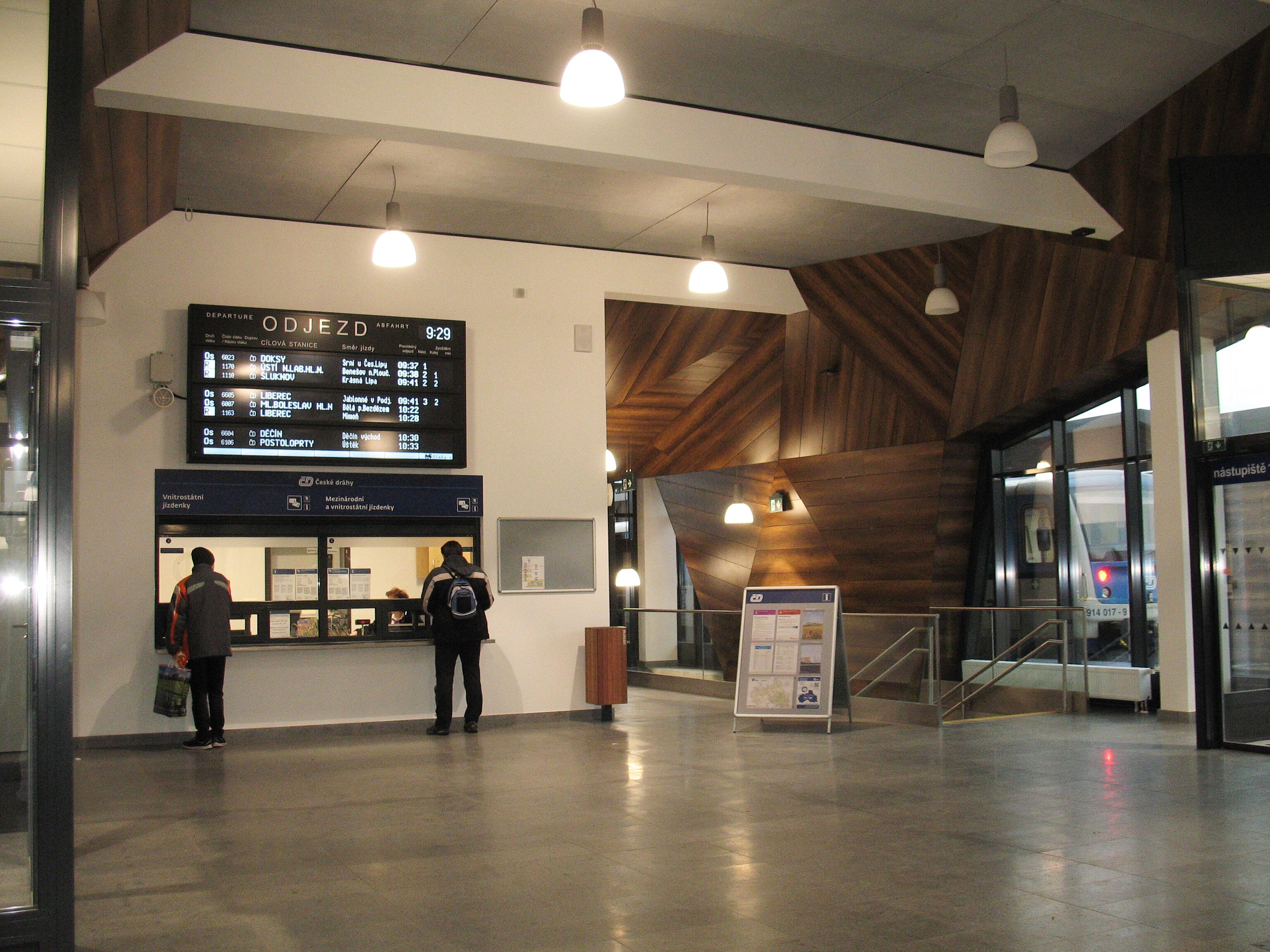
Interiér nového nádraží o vánočních svátcích roku 2016

Na rok 2015 byla plánovaná kompletní přestavba nádraží, tratě i navazujících objektů s autobusy. Náklady měly přesáhnout 900 milionů korun.
Na konci roku 2015 bylo oznámeno, že přestavba nádraží bude spojena s úpravou řady navazujících tratí. Projekt měl stát zhruba miliardu. Kontrakt na stavbu byl podepsán se stavební společností Skanska s tím, že práce budou provedeny v letech 2016 - 2017.
V sobotu 17. prosince 2016 byla otevřena nová nádražní budova a nástupiště s podchodem, schodišti a výtahy. Dokončení přestavby českolipského hlavního nádraží bylo plánováno na druhou polovinu roku 2017 - symbolicky krátce před 150. výročím připojení České Lípy na českou železniční síť, k němuž došlo 14. listopadu roku 1867.

## Provoz

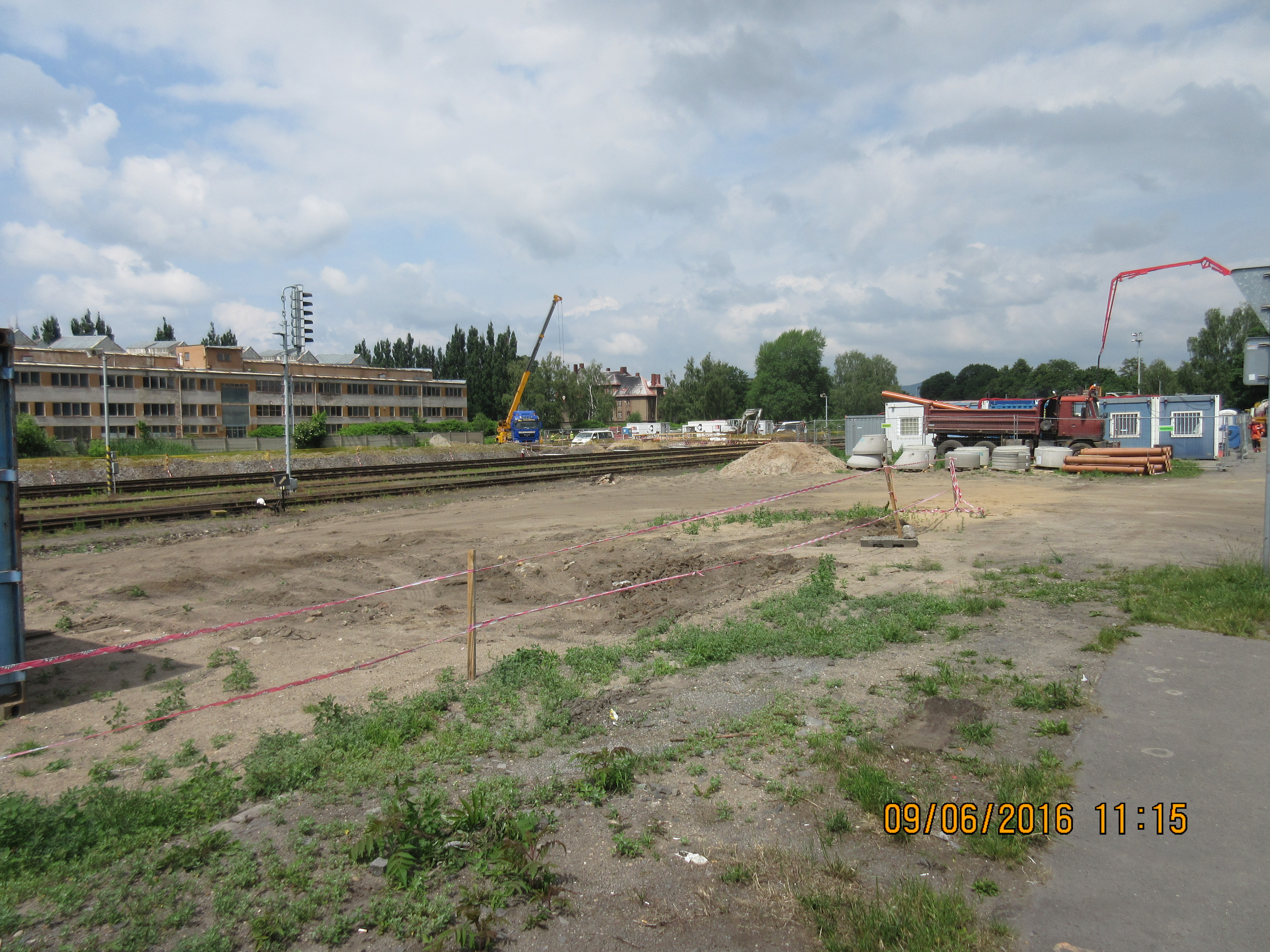
Přestavba areálu hlavního nádraží v létě roku 2016

Nádraží je nyní uzel čtyř tratí SŽ:
- 080 Bakov – Česká Lípa – Rumburk
- 086 Česká Lípa – Děčín
- 086 Česká Lípa – Liberec
- 087 Česká Lípa – Lovosice